# عملية سيل النار
عملية سيل النار هي سلسلة عمليات قتالية موجهة من كتائب عز الدين القسام الجناح العسكري لحركة المقاومة الإسلامية حماس ضد المستوطنين الإسرائيليين في الضفة الغربية، كان أولها مساء يوم الثلاثاء 21 رمضان 1431 هـ الموافق 31 آب 2010م قرب قرية بني نعيم شرق الخليل، حيث أسفرت حسب اعتراف إسرائيل عن مقتل أربعة مستوطنين وإصابة خمسة آخرين، وقد أدانها رئيس السلطة الفلسطينية محمود عباس معتبرًا أنها تهدف إلى التشويش على العملية السياسية، وتبعتها عملية أخرى قرب مستوطنة ريمونيم شرق رام الله في أقل من 24 ساعة أدت إلى إصابة مستوطن إسرائيلي وزوجته بجروح، ثم هجوم ثالث قرب مستوطنة عوفرا شرق رام الله أسفر عن إصابة مستوطن إسرائيلي بجراح خطيرة.

## الخلفية
- السبب الأول: هو مسعى حركة حماس إلى إفشال مفاوضات السلام بين إسرائيل والسلطة الفلسطينية ورعاية أمريكية.
- السبب الثاني: اعتداءات المستوطنين في الضفة الغربية على المقدسات.

## الأحداث
الهجوم الأول: (هجوم الضفة الغربية في أغسطس 2010)، حيث قامت مجموعة مسلحة من كتائب القسام يوم الثلاثاء بتاريخ 31 أغسطس 2010 بعملية إطلاق نار قرب مستوطنة كريات أربع القريبة من قرية بني النعيم قرب مدينة الخليل على سيارة إسرائيلية أدت هذه العملية إلى مقتل 4 مستوطنين إسرائيليين رجلان وإمراتان بينهما إمراة حامل.
الهجوم الثاني: بعد أربع وعشرين ساعة على العملية الأولى قامت مجموعة مسلحة من كتائب القسام يوم الأربعاء بتاريخ 1 سبتمبر 2010 بإطلاق النار على سيارة إسرائيلية قرب مفترق مستوطنة «ريمونيم» شرقي مدينة رام الله أدى الهجوم إلى إصابة مستوطنان إسرائيليان.
الهجوم الثالث: في يوم الخميس الموافق 2 سبتمبر 2010 أطلق عناصر من كتائب القسام النار باتجاه سيارة إسرائيلية قرب مستوطنة «عوفرا» شرق مدينة رام الله أدى الهجوم إلى إصابة مستوطن إسرائيلي بجراح خطيرة.

## ردود الفعل
على الصعيد الفلسطيني
- رحبت الأجنحة العسكرية للفصائل الفلسطينية بالعملية وقالت إنها رد على جرائم الاحتلال ووصفتها «بالشجاعة والمشفية لصدر» في مؤتمر صحفي لناطقين باسم الأجنحة العسكرية لها في غزة.
- نظمت حركة حماس في قطاع غزة مسيرة احتفال في جباليا بالعملية التي وصفها القيادي في حماس محمود الزهار «بالبطولية».
- قال محمود عباس رئيس السلطة الفلسطينية ورئيس حركة فتح إنها «عملية إرهابية تهدف لتشويش على مفاوضات السلام».
- رحبت الجبهة الشعبية لتحرير فلسطين في العملية وقالت إنها جاءت للرد على الاعتداءات الإسرائيلية على المقدسات والمساجد.
- قال أبو عبيدة الناطق الرسمي لكتائب القسام «أن المقاومة في الضفة الغربية رغم حرب الاستئصال التي تتعرض لها إلا أنها صامدة وتستطيع توجيه الضربات».[6]
- قال القيادي في الجهاد الإسلامي عبد الله الشامي «إنها عملية مباركة ويجب تصعيد المقاومة في الضفة لجعل المغتصبات في الضفة الغربية تبدو كمدن أشباح».
- قال القيادي في حماس إسماعيل هنية «إن هذه العملية الشجاعة والبطولية رسالة واضحة لكل قادة السلطة بأن المفاوضات نهج فاشل وأن المقاومة هي الحل».
- قال الناطق باسم حركة حماس فوزي برهوم «إن هدف العملية ليس إفشال المفاوضات كونها فاشلة قبل أن تبدأ، لكنها رد طبيعي على جرائم الاحتلال».[7]
- أدانت السلطة الوطنية الفلسطينية العملية، وقال رئيس الوزراء الفلسطيني سلام فياض إن العملية تستهدف الجهود التي تقوم بها منظمة التحرير الفلسطينية لحشد الدعم الدولي للقضية الفلسطينية.[7]
- قال الناطق بلسان لجان المقاومة الشعبية الفلسطينية أبو مجاهد «إن العملية رسالة لطاقم المفاوضات الفلسطيني الذي يستعد لاستئناف المفاوضات مع إسرائيل».[7]

على الصعيد الإسرائيلي
- قال إيلي يشاي أنه على الحكومة الإسرائيلية أن تسلح المستوطنين في الضفة الغربية.
- شيعت جنازة المستوطنين الاربعة الذين قتلوا في القدس ودفنوا في جبل هرتزل وسط صدمة إسرائيلية وحزن كبير وغضب في أوساط الشارع الإسرائيلي.
- قال أفيغادور ليبرمان أنه يجب شن علمية عسكرية على الضفة الغربية للقضاء على الإرهابيين.
- بعد العملية الأولى قام المستوطنين بهجمات ضد بعض من القرى حرق سيارات للفلسطينيين قطع أشجار زيتون.
- قال جابي أشكنازي رئيس أركان الجيش الإسرائيلي إن أجهزة الأمن الإسرائليلية منذ اللحظة الأولى لوقوع العملية بدأت تلاحق القتلة.
- قال إيهود باراك إنها عملية تقطع القلب وسوف تعمل الاجهزة الامنية على القبض على القتلة.
- قال عضو الكنيست الإسرائيلي ميخائيل بن آري أن على رئيس الوزراء الإسرائيلي بنيامين نتنياهو العودة من واشنطن التي يشارك فيها باحتفال استئناف المفاوضات.[8]
- قال السياسي الإسرائيلي أوري أرئيل إن عملية إطلاق النار هذه قاسية، وأن على نتنياهو أن يوقف المفاوضات مع السلطة الفلسطينية.[8]

على الصعيد الدولي
- أدان الأمين العام للأمم المتحدة بان كي مون العملية، وقال إنها محاولة فاضحة لتقويض المفاوضات الإسرائيلية الفلسطينية المباشرة التي تبدأ غدًا في الولايات المتحدة الأمريكية.[9]
- أدان المنسق الخاص للأمم المتحدة لعملية السلام في الشرق الأوسط روبرت سيري العملية، وقال بأنه «يجب عدم السماح لأعداء السلام بالتأثير على المفاوضات التي توشك إطلاقها».[9]
- قالت منظمة السلام الآن الأمريكية إن الهجوم عمل من أعمال العنف لا معنى له، وأن الغرض المحتمل منه هو تعطيل محادثات السلام.[7]

## الرد العسكري الإسرائيلي
قامت إسرائيل بعملية واسعة في الضفة الغربية للقبض على منفذي العملية حيث أغلقت بلدة بني النعيم وشرع الجيش الإسرائيلي بإغلاق الضفة الغربية وشرع الطيران المروحي الإسرائيلي بتمشيط مدينة الخليل وبادرت الشرطة الإسرائيلية بنصب حواجز بين المدن الفلسطينية، وكانت السلطة الفلسطينية قد اعتقلت منفذي العملية وعدد من قادة حماس في الضفة الغربية وأفرجت عنهم بسبب المظاهرات الفلسطينية المطالبة بإطلاق سراح المنفذين.
في تاريخ 8 أكتوبر 2010، رصدت الاستخبارات العسكرية الإسرائيلية قائد كتائب القسام بالضفة الغربية نشأت الكرمي ومساعده مأمون النتشة المسؤولين عن العملية، وقامت بمحاصرة منزل يتحصنا به في منطقة جبل جوهر بالخليل حيث كانا في داخله، وقامت قوات من الجيش الإسرائيلي مدعمة بدبابات ومجنزرات وجرافات D9 ومروحيات أباتشي بالاشتباك معهما لعدة ساعات، استخدمت فيه القوات الإسرائيلية قذائف الدبابات، لينتهي الاشتباك باستشهاد نشأت الكرمي ومأمون النتشة وإصابة أربع جنود إسرائيليين.